# Капкан (деревня)
Капкан  — деревня в Чернушинском районе Пермского края. Входит в состав Деменёвского сельского поселения.
Находится примерно в 20 км к северу от центра города Чернушки.

## Население
В 2005 году численность населения составляла 285 человек.
По результатам переписи 2010 года численность населения составила 179 человек, в том числе 88 мужчин и 91 женщина.